# Wierzchniakowce
Wierzchniakowce, ukr. Верхняківці – wieś na Ukrainie w rejonie czortkowskim należącym do obwodu tarnopolskiego, położona nad rzeką Niczława.

## Ludzie
- Grzegorz Zarugiewicz[1]